# 大眼樸麗魚
大眼樸麗魚，為輻鰭魚綱鱸形目隆頭魚亞目慈鯛科的其中一種，被IUCN列為易危保育類動物，分布於非洲維多利亞湖流域，棲息深度3至9公尺，體長可達8.1公分，棲息在沙泥底質淺水域，生活習性不明。

## 擴展閱讀
維基物種上的相關：大眼樸麗魚